# Sade und die Spieltheorie
Sade und die Spieltheorie ist ein Essay von Stanisław Lem. Darin nähert er sich aus spieltheoretischer Sicht einer literaturtheoretischen Analyse von Utopie und Anti-Utopie, Märchen und Anti-Märchen an und betrachtet im Verlauf auch Fragen der Theodizee. Die Weltbilder, die diesen Literaturgattungen zugrunde liegen, werden auf ihr Verhalten gegenüber den als „böse“ oder „gut“ klassifizierten Protagonisten hin untersucht. Das Anti-Märchen generiert dabei logische und literarische Probleme, weshalb die Literaturgattung laut Lem auch nicht existiere. Diese These stellt sich als Irrtum heraus: In einem nachgetragenen Appendix ergänzt Lem den namensgebenden Marquis de Sade, der das Konzept des Anti-Märchens tatsächlich umgesetzt habe. Der Text erschien 1981 auf Deutsch, die Übersetzung besorgte Friedrich Griese.

## Inhalt
Lem entwirft ein spieltheoretisches Setting, in dem sich Individuum und Welt als Spieler gegenüberstehen. Das Individuum verfolgt eine Strategie mit dem Ziel der Verlängerung und Verbesserung seiner Existenz, die Strategie der Welt als „Akteur“ ist unbestimmt. Sie kann prinzipiell dem Individuum gegenüber wohlwollend, indifferent oder feindlich sein.
Die Pole wohlwollend/feindlich sind Ausgangspunkt der literarischen Einordnung verschiedener Genres: In einer Welt, die sich gegenüber allen wohlwollend verhält, spielen Utopien, ist sie nur einzelnen Akteuren gegenüber wohlwollend, finden Märchen statt. Eine allen Akteuren gegenüber feindliche Welt generiert Dystopien (bei Lem „Anti-Utopien“), eine nur einzelnen Akteuren gegenüber feindliche Welt das „Anti-Märchen“ eine Gattung, zu der Lem zunächst keine tatsächliche Entsprechung findet und eine Leerstelle diagnostiziert.
Diese Koordinaten setzt Lem anschließend in Bezug zum Mythos (in dem die Parteilichkeiten der Welt differenzierter oder dynamischer auftreten können). Insbesondere den christlichen Mythos verortet Lem indessen als „unendlich ungerecht“ angesichts der Drohung unendlicher Strafe auf endliche Taten und der grundsätzlichen Unerforschlichkeit des Gegenspielers.
Im zweiten Abschnitt des Textes versucht Lem eine Theorie des Anti-Märchens zu entwerfen und kommt zum vorläufigen Schluss, dass die Widersprüche nicht auflösbar, die Gattung daher literarisch nicht sinnvoll zu bearbeiten sei. Während das Märchen mit dem Sieg des Guten über das Böse in einer anschließenden Harmonie münden könne, sei ein analoger Sieg des Bösen nicht vorstellbar, da dieser permanent auf das Unglück des Antagonisten angewiesen sei. Der Sieg könne nicht final sein, das Böse allein für sich kein wünschenswertes Ziel erreichen, „...es endet, falls es völlig konsequent ist, mit einem Schlachtfeld, auf dem ein letztes einsames Ungeheuer seine Wunden leckt.“ Der Grund sei logisch und damit fundamental: Güte als „symmetrisches“ Prinzip kann man sich und anderen entgegenbringen, das Böse, das man anderen wünscht, wünsche man sich nicht selbst.
In einem sehr kurzen dritten und letzten Abschnitt verortet Lem das Werk von de Sade in der vorher ausgemachten Leerstelle des Anti-Märchens und merkt an, dass ihm erst zum Ende der Analyse diese Analogie ins Auge gesprungen sei.

## Parallelen in anderen Werken
Die Welt als Akteur, die sich den Individuen gegenüber wohlwollend, indifferent oder feindlich verhält, taucht in Lokaltermin mit der „Theorie der drei Welten“ wieder auf. Sie wurde zur theoretischen Grundlage der später auf der Entia geschaffenen „Ethosphäre“, einer absolut wohlwollenden Welt.

## Ausgaben
Erstausgabe: Sade und die Spieltheorie. In Essays. Insel Verlag Frankfurt am Main, 1981. ISBN 3-458-04970-3
Neuherausgabe: Sade und die Spieltheorie. Essays. Suhrkamp Verlag Frankfurt am Main, 1986. ISBN 3-518-37804-X